# (117439) Rosner
(117439) Rosner est un astéroïde de la ceinture principale.

## Description
(117439) Rosner est un astéroïde de la ceinture principale. Il fut découvert le 13 janvier 2005 à Mayhill par Andrew Lowe. Il présente une orbite caractérisée par un demi-grand axe de 2,58 UA, une excentricité de 0,12 et une inclinaison de 2,4° par rapport à l'écliptique.

## Compléments